# Famille von Ballestrem
 (janvier 2015).
Si vous disposez d'ouvrages ou d'articles de référence ou si vous connaissez des sites web de qualité traitant du thème abordé ici, merci de compléter l'article en donnant les références utiles à sa vérifiabilité et en les liant à la section « Notes et références ».
La famille von Ballestrem est la branche allemande des comtes piémontais Ballestrero di Castellengo dont les racines sont au XIVe siècle à Monasterolo di Savigliano et à partir de 1536 à Savillan (en italien : Savigliano). 

## Histoire
Le comte Giovanni Battista Angelo Ballestrero di Castellengo, fils du comte Marco Francesco Ballestrero di Montalenghe, devient officier de l'armée du royaume de Prusse et se fait inscrire dans la noblesse prussienne sous le nom de comte Johann Baptist von Ballestrem en 1742.
Son fils aîné Carl Franz von Ballestrem (de) est major dans l'armée prussienne et héritier à partir de 1751 du majorat de Plawniowitz (de), dans l'arrondissement de Tost-Gleiwitz (de), avec Ruda et Biskupitz (pl) en Haute-Silésie. Il fait partie de la noblesse silésienne à partir de 1798.

## Blason

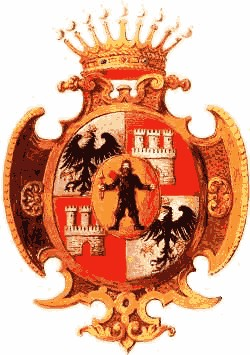
Armoiries des comtes de Ballestrem.

Les armoiries représentent un satyre tenant un carquois avec des flèches dans la main droite et un arc dans la main gauche, dans un écu divisé en or et en bleu. Sur le heaume aux lambrequins rouge et or, un bras vêtu de bleu et de rouge, tenant une flèche dans la main. 

## Personnalités
- Carl Franz von Ballestrem (de) (1750-1822).
- Carl Ludwig von Ballestrem (de) (1755-1829).
- Alexander von Ballestrem (de) (1806-1881), homme politique prussien.
- Franz von Ballestrem (de) (1834-1910), homme politique prussien.
- Eufemia von Adlersfeld-Ballestrem (de) (1854-1941), femme de lettres.
- Valentin von Ballestrem (de) (1860-1920), industriel et homme politique.
- Nikolaus von Ballestrem (de) (1900-1945), industriel et homme politique du Zentrum.
- Comtesse Lagi von Ballestrem (1909-1955), opposante au national-socialisme, membre du cercle Solf.
- Comte Karl von Ballestrem (de) (1939-2007), philosophe et homme politique.

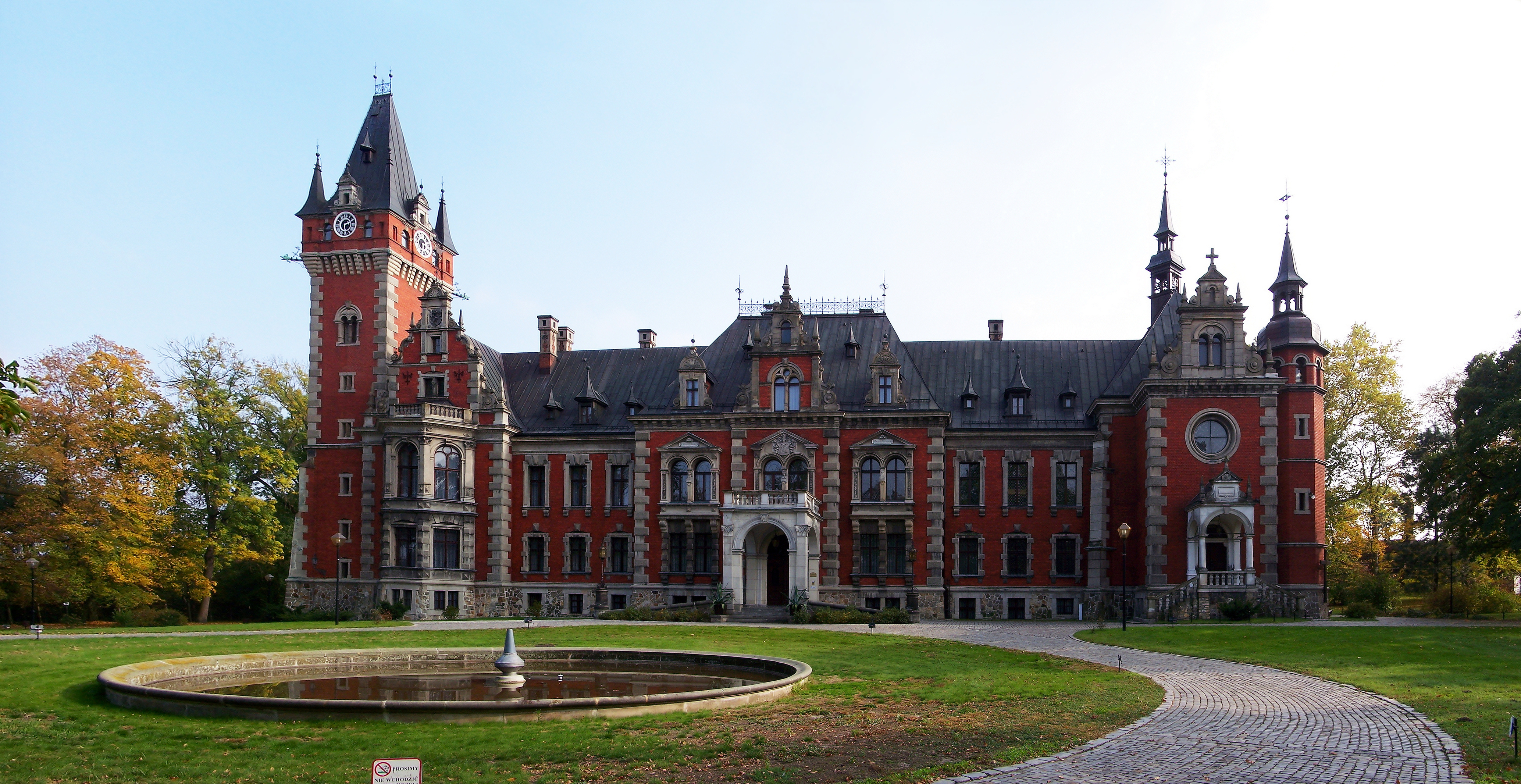
Vue du.